# Trogoblemma acutalis
Trogoblemma acutalis là một loài bướm đêm trong họ Noctuidae.